# اندرسون کروز
اندرسون کروز (انگلیسی: Anderson Cruz؛ زادهٔ ۹ آوریل ۱۹۹۶) بازیکن فوتبال اهل اسپانیا است.
از باشگاه‌هایی که در آن بازی کرده‌است می‌توان به باشگاه فوتبال دپورتیوو آلاوس اشاره کرد.
وی همچنین در تیم ملی فوتبال آنگولا بازی کرده‌است.